# Raimund von Aguilers
Raimund von Aguilers war ein Chronist des Ersten Kreuzzugs (1096–1099). Er war Priester und der Kaplan Raimunds IV. von Toulouse, der die provenzalischen Kreuzritter nach Jerusalem geführt hat. Über ihn liegen aus der Zeit nach der Belagerung Jerusalems (1099) und der Schlacht bei Askalon (1099) keine weiteren Informationen vor. Er schrieb seinen Liber kurz nach 1099, vielleicht schon 1099. 
Als Augenzeuge der Ereignisse des Ersten Kreuzzugs ist er einer der wichtigsten Chronisten, auch wenn er weitgehend Visionen und Wunder beschreibt, wie zum Beispiel die Entdeckung der Heiligen Lanze durch Peter Bartholomäus. So vermittelte er auch zwischen Peter auf der einen Seite und den wesentlichen Autoritäten in Antiochia: Adhemar von Le Puy und Raimund von Toulouse. Aus diesem Grund wird sein Werk, der Liber, von einigen modernen Historikern nicht sehr ernst genommen. Seine Beschreibung der Belagerung Antiochias (1097–1098) scheint aber der einzige authentische Bericht zu sein. Der Liber vermittelt (wie Frutolf und Ekkehard von Aura) die apokalyptische Atmosphäre des Kreuzzuges, zudem erlaubt die Quelle wichtige Einsichten in die radikale Mentalität eines Teiles der Kreuzfahrer, die zu massiven Grausamkeiten 1096–1099 führte. Jean Flori titulierte Raymonds Liber in „Gesta Dei per pauperes“ um, die Taten Gottes durch die Armen. 

## Werke
- Histoire des Francs qui prirent Jérusalem, hrsg. von François Pierre Guillaume Guizot, (Aux sources de l'Histoire, Bd. 5), Rennes 2006.
- Le „Liber“ de Raymond d'Aguilers, hrsg. von John Hugh Hill/Laurita Lyttleton Hill, (Documents relatifs à l’histoire des croisades, Bd. 9), Paris 1969.
- Raymond d'Aguilers. Historia Francorum qui ceperunt Iherusalem, hrsg. von John Hugh Hill/Laurita Lyttleton Hill, (Memoirs of the American Philosophical Society, Bd. 71), Philadelphia 1968.